# Демократска Република Конго на Светском првенству у атлетици на отвореном 2013.
Демократска Република Конго је учествовала на Светском првенству у атлетици на отвореном 2013. одржаном у Москви од 10. до 18. августа тринаести пут. Репрезентацију Демократске Републике Конго представљао је један такмичар који се такмичио у трци на 100 метара.,
На овом првенству Демократска Република Конго није освојила ниједну медаљу. Није било нових националних рекорда већ само лични рекорд.

## Учесници
Мушкарци:
- Hugues Tshiyinga Mafo — 100 м

## Резултати

### Мушкарци
| Атлетичар             | Дисциплина | Лични рекорд | Предтакмичење | Предтакмичење | Квалификације        | Квалификације        | Полуфинале           | Полуфинале           | Финале               | Финале  | Детаљи |
| Атлетичар             | Дисциплина | Лични рекорд | Резултат      | Место         | Резултат             | Место                | Резултат             | Место                | Резултат             | Место   | Детаљи |
| --------------------- | ---------- | ------------ | ------------- | ------------- | -------------------- | -------------------- | -------------------- | -------------------- | -------------------- | ------- | ------ |
| Hugues Tshiyinga Mafo | 100 м      |              | 11,11 ЛР      | 4 гр 3        | Није се квалификовао | Није се квалификовао | Није се квалификовао | Није се квалификовао | Није се квалификовао | 63 / 75 |        |